# Caulis
Caulis – element samczych narządów genitalnych u motyli.
Caulis określany jest jako łożysko edeagusa. Łączy on edeagus z jukstą. Występuje u Tortricoidea. U zwójkowatych z podrodziny Tortricinae ma postać listwy. U Olethreutinae jest szeroki i niekiedy ma bardzo skomplikowaną budowę.
Definiowany też jako brzuszny skleryt łączący anellus z jukstą.